# Jack Kilby
Jack St. Claire Kilby (Jefferson City, 8 de novembro de 1923 — Dallas, 20 de junho de 2005) foi um físico e engenheiro eletricista estadunidense.

## Início da vida
Jack Kilby nasceu em 1923 em Jefferson City, Missouri, filho de Hubert e Vina Freitag Kilby.  Ambos os pais tinham bacharelado em ciências pela Universidade de Illinois. Seu pai era gerente de uma concessionária local.  Kilby cresceu e frequentou a escola em Great Bend, Kansas, graduando-se na Great Bend High School. Hoje, as placas de trânsito nas entradas da cidade comemoram seu tempo lá, e a Área Commons na Great Bend High School foi nomeada The Jack Kilby Commons Area.
Kilby recebeu seu diploma de Bacharel em Ciências pela Universidade de Illinois Urbana-Champaign, onde foi membro honorário da fraternidade Acacia. Em 1947, formou-se em engenharia elétrica. Ele obteve seu mestrado em engenharia elétrica pela Universidade de Wisconsin-Madison em 1950, enquanto trabalhava na Centralab, uma divisão da corporação Globe-Union em Milwaukee.

## Carreira
Kilby foi vital para a invenção do circuito integrado. Em meados de 1958, como engenheiro recém-contratado na Texas Instruments (TI), ele ainda não tinha direito a férias de verão. Kilby passou o verão trabalhando no problema no projeto de circuitos que era comumente chamado de "tirania dos números", e ele finalmente chegou à conclusão de que a fabricação de componentes de circuito em massa em uma única peça de material semicondutor poderia fornecer uma solução. Em 12 de setembro, ele apresentou suas descobertas à administração da empresa, que incluía Mark Shepherd. Mostrou-lhes um pedaço de germânio com um osciloscópio acoplado, apertou um interruptor e o osciloscópio mostrou uma onda senoidal contínua, provando que seu circuito integrado funcionava e, portanto, que ele havia resolvido o problema. U.S. Patent 3 138 743 for "Miniaturized Electronic Circuits", o primeiro circuito integrado, foi depositado em 6 de fevereiro de 1959.  Foi notável por ter diferentes componentes (transistores, diodos, resistores, capacitores, etc.) em um único substrato. Juntamente com Robert Noyce (que independentemente fez um circuito semelhante alguns meses depois), Kilby é geralmente creditado como co-inventor do circuito integrado.
Jack Kilby foi pioneiro em aplicações militares, industriais e comerciais da tecnologia de microchips. Ele liderou equipes que criaram o primeiro sistema militar e o primeiro computador incorporando circuitos integrados. Ele inventou a calculadora portátil (juntamente com Jerry Merryman e James Van Tassel).
Em 1970, licenciou-se da TI para trabalhar como inventor independente. Ele explorou, entre outros assuntos, o uso da tecnologia do silício para gerar energia elétrica a partir da luz solar. De 1978 a 1984 ocupou o cargo de Professor Distinto de Engenharia Elétrica na Texas A&M University.
Em 1983, Kilby se aposentou da Texas Instruments.

## Legado
Ele morreu de câncer em 20 de junho de 2005, aos 81 anos, em Dallas, Texas.
Em 14 de dezembro de 2005, a Texas Instruments criou o Historic TI Archives. A família Jack Kilby doou seus manuscritos pessoais e sua coleção pessoal de fotografias para a Southern Methodist University (SMU). O acervo será catalogado e armazenado na Biblioteca DeGolyer, SMU.
Em 2008, a SMU School of Engineering, com a Biblioteca DeGolyer e a Biblioteca do Congresso, sediou uma celebração de um ano do 50º aniversário do nascimento da era digital com a invenção do circuito integrado ganhadora do Prêmio Nobel de Kilby. Simpósios e exposições examinaram as muitas maneiras pelas quais a tecnologia e os engenheiros moldaram o mundo moderno. Kilby tinha um doutorado honorário de ciência da SMU e foi um associado de longa data da SMU através da Fundação Kilby.

## Patentes
- U.S. Patent 2 892 130 Plug-in Circuit Units, registrada em dezembro de 1953, emitida em junho de 1959, atribuída à Globe-Union, Inc.
- U.S. Patent 3 072 832 Semiconductor Structure Fabrication, registrada em maio de 1959, emitida em janeiro de 1963
- U.S. Patent 3 115 581 Miniature Semiconductor Integrated Circuit, registrada em maio de 1959, emitida em dezembro de 1963
- U.S. Patent 3 138 721 Miniature Semiconductor Network Diode and Gate, registrada em maio de 1959, emitida em junho de 1964
- U.S. Patent 3 138 743 Miniaturized Electronic Circuits, registrada em 6 de fevereiro de 1959, emitida em junho de 1964
- U.S. Patent 3 138 744 Miniaturized Self-contained Circuit Modules, arquivado em maio de 1959, emitido em junho de 1964
- U.S. Patent 3 435 516 Semiconductor Structure Fabrication, registrada em maio de 1959, emitida em abril de 1969
- U.S. Patent 3 496 333 Thermal Printer, registrada em outubro de 1965, emitida em fevereiro de 1970
- U.S. Patent 3 819 921 Miniature Electronic Calculator, originalmente registrada em setembro de 1967, emitida em junho de 1974